# Ludvig von Schantz
Ludvig von Schantz, tidigare Schantz, född 27 mars 1649 i Stockholm, död 2 oktober 1702, var en svensk ämbetsman.

## Biografi
Ludvig von Schantz föddes 1649 i Stockholm. Han var son till sekreteraren Johan Eberhard Schantz hos kung Karl X Gustav och Maria Seyfritz. von Schantz arbetade från oktober 1666 som registraturskrivare i Riksarkivet och blev 1670 kanslist vid Kungliga kansliet. Han blev 11 januari 1678 registrator vid kansliet och 27 september 1686 sekreterare i Sveriges riksbank. von Schantz adlades 4 januari 1693 tillsammans med sina bröder Christian von Schantz och Fredrik von Schantz till von Schantz och introducerades samma år i Sveriges riddarhus som nummer 1255. Han blev 14 maj 1697 protokollssekreterare i Kungliga kansliet och 18 november 1701 sekreterare i Riksarkivet. von Schantz avled 1702.

### Familj
von Schantz gifte sig 26 augusti 1677 i Stockholm med Christian Fineman (1654–1697). Hon var dotter till handelsmannen Francois Fineman och Christina von Brobergen i Norrköping. De fick tillsammans barnen Christian Maria von Schantz (1678–1711) som var gift med aktuarien Henrik Georg von Brobergen, assessorn Carl Ludvig von Schantz (1681–1734), löjtnanten Johan Eberhard von Schantz (1683–1712) i fortifikationen, Catharina Elisabet Schantz (1684–1686), kaptenen Anton Fredrik von Schantz (1685–1741), Gertrud Sofia Schantz (1687–1691), Beata Christina von Schantz (1688–1760) som var gift med statskommissarien Barthold Ruuth, Christina Conrad Schantz (1689–1692), bankokommissarien Gustaf Gottfrid von Schantz (1692–1756), Adriana von Schantz (född 1693) och tygmästaren Henrik Otto von Schantz (1695–1770).